# Abborrtjärnen (Styrnäs socken, Ångermanland)
Abborrtjärnen är en sjö i Kramfors kommun i Ångermanland och ingår i Ångermanälvens huvudavrinningsområde. Sjön har en area på 0,0448 kvadratkilometer och ligger 218,4 meter över havet. Sjön avvattnas av vattendraget Mångsån.

## Delavrinningsområde
Abborrtjärnen ingår i det delavrinningsområde (699839-160886) som SMHI kallar för Utloppet av Idsjön. Medelhöjden är 238 meter över havet och ytan är 5,91 kvadratkilometer. Det finns inga avrinningsområden uppströms utan avrinningsområdet är högsta punkten. Mångsån som avvattnar avrinningsområdet har biflödesordning 3, vilket innebär att vattnet flödar genom totalt 3 vattendrag innan det når havet efter 16 kilometer. Avrinningsområdet består mestadels av skog (81 procent). Avrinningsområdet har 0,31 kvadratkilometer vattenytor vilket ger det en sjöprocent på 5,3 procent.